# الحمامات الرومانية (عمان)
الحمامات الرومانية في عمّان هي بقايا حمام روماني يعود تاريخها إلى القرن الثاني للميلاد. تقع في وسط مدينة عمّان، الأردن، وتحديدًا أسفل شارع الهاشمي في وسط البلد، حيث يحيط بها حاليًا عدد من المباني الحكوميّة والخاصّة. تم اكتشافها في كانون الأول/ديسمبر 2020.

## التاريخ

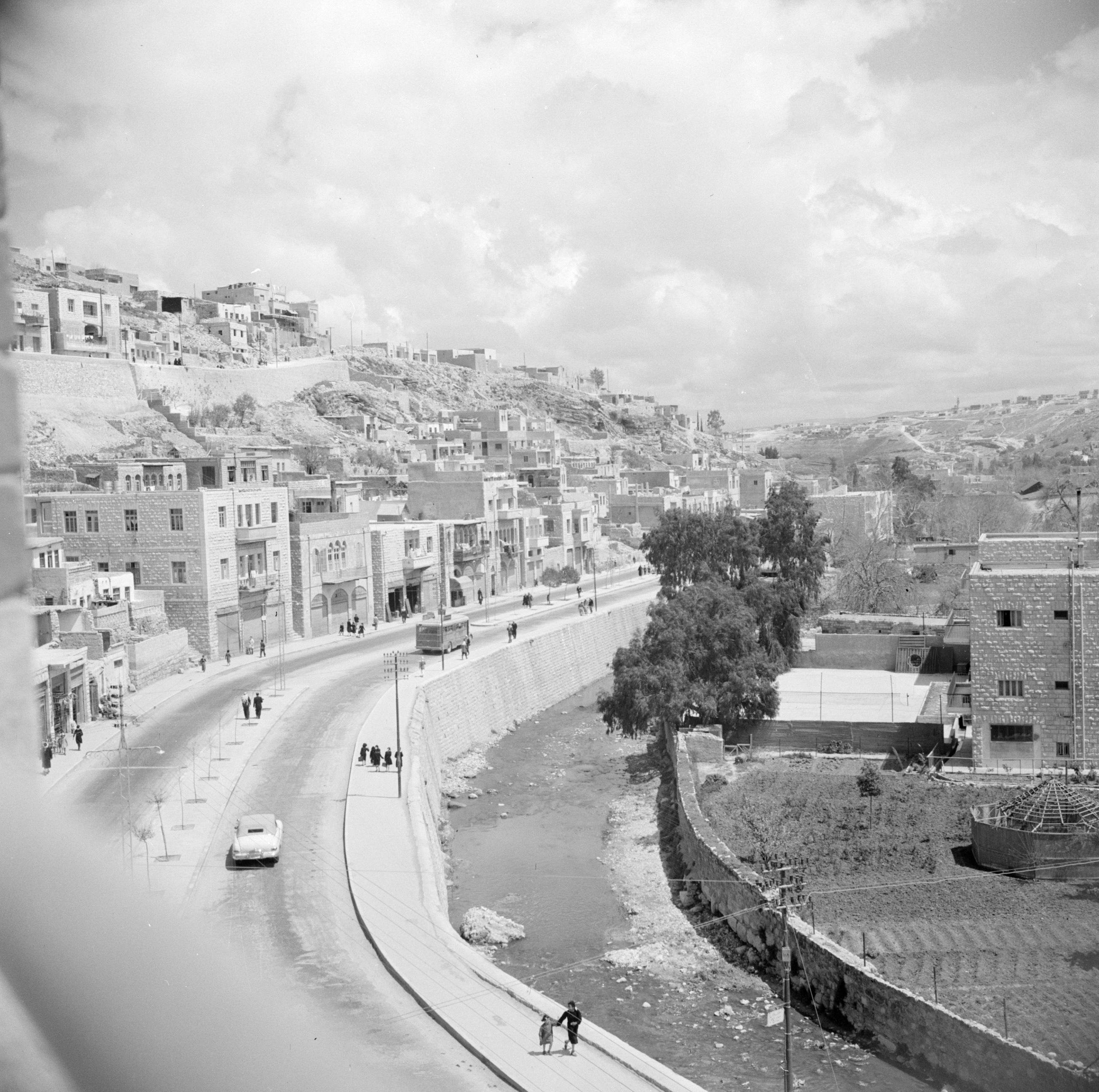
صورة لموقع قريب من موقع الحمّامات الرومانيّة على ضفة سيل عمّان في خمسينيّات القرن العشرين، قبل دفنه بمشروع سقف السيل (1964-71).

يعود إنشاء هذه الحمّامات الرومانيّة إلى القرن الثاني للميلاد، حيث شُيِّدت على ضفّة سيل عمّان مع عدد آخر من المنشآت كسبيل الحوريات والمُدرج الروماني. إلاّ أن هذا المبنى لم يعد ظاهرًا بسبب اختلاف منسوب المدينة على مر الزمن، وبسبب ما حصل لسيل عمّان في منتصف ستينيّات القرن العشرين، حيث عملت بلدية عمّان آنذاك على دفنه فيما أُطلق عليه مشروع سقف السيل، والذي اكتمل عام 1971.

### اكتشاف الموقع
تم اكتشاف جزء من بقايا أثريّة من هذه الحمّامات الرومانيّة بالصدفة في شهر كانون الأول/ ديسمبر 2020، وذلك أثناء تنفيذ أمانة عمّان الكبرى أعمالاً إنشائيّة وتصريف مياه بعبّارة صندوقيّة ضخمة لمنع الفيضان في المنطقة الواقعة مقابل مكتبة الأمانة والمدرج الروماني.
أدى اكتشاف جزء من المبنى، متمثلاً بفرن الحمّام وتمثالين مقطوعيّ الرأس، إلى وضع دائرة الآثار العامّة يدها عليه، وهو ما وضعها أمام خيارات مختلفة بين الحفاظ على المبنى أو دفنه من أجل إكمال الأعمال الإنشائيّة في مسار العبّارة الصندوقيّة.

### طمر الموقع
قرّرت دائرة الآثار العامّة بعد مرور قرابة شهر من اكتشاف الموقع الأثري، وتحديدًا في بداية شهر كانون الثاني/ يناير 2021، اتخاذ قرار نهائي بعدم هدم الموقع والحفاظ عليه من خلال طمره مؤقتًا لحمايتة ودراسته مسقبلا بعد توفر الإمكانيّات ووجود مخطط متكامل للتعامل مع الآثار. وقد أظهرت المسوحات الأثريّة والمسح الراداري الذي نفذته الدائرة بالتعاون مع الجامعة الهاشمية، وجود آثار كثيرة تحت الشارع، وضمن مسار العبّارة الصندوقيّة  التي قامت أمانة عمّان الكبرى بنفيذها على مسافة نحو 300 متر.

## صور

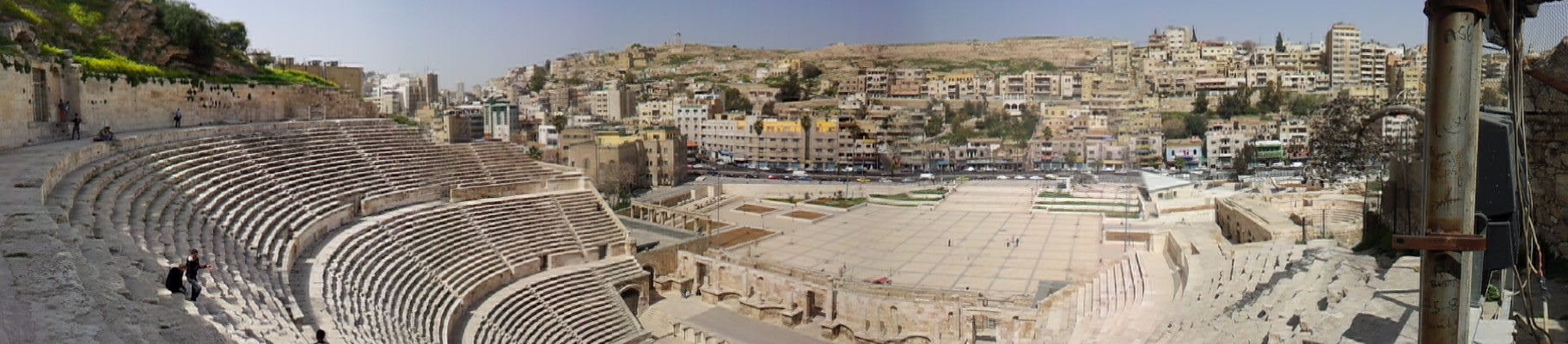
الموقع المكتشف للحمّامات الرومانيّة في شارع الهاشمي أمام المدرج الروماني.

## وصلات خارجية
- جولة لـ هلا أخبار من داخل بقايا الآثار الرومانية المكتشفة داخل وسط البلد، هلا أخبار
- تقرير:وحدها هي الصدفة وراء اكتشاف الموقع الأثري الروماني في وسط البلد، قناة المملكة